# إرنست هوغ
إرنست هوغ هو لاعب هوكي الجليد سويسري، (ولد في سويسرا 1910 – أبريل 1979 م).

## وصلات خارجية
- إرنست هغ على موقع EliteProspects.com (الإنجليزية)
- إرنست هغ على موقع أوليمبيديا (الإنجليزية)